# Hypoxi
Hypoxi (av grekiska ὑπό, hypo, ”under”, och ὀξύς, oxys, ”sur”, och γεννάω, gennao, ”alstrande”) är en medicinsk term som innebär att kroppens vävnader lider brist på syre. Man talar ibland om generell hypoxi avseende hela kroppen, respektive vävnadshypoxi inom till exempel ett organ/ett område av kroppen. På motsvarande vis avser anoxi fullständig avsaknad av syre. Hypoxi kan yttra sig som cyanos, blåfärgning av huden.
Viktigt att notera är att hypoxemi är ett annat tillstånd än hypoxi och som avser att syrgaskoncentrationen i själva blodet är under det normala.
En vanlig form av hypoxi är anemisk hypoxi, vilket innebär en minskad förmåga hos blodet att bära syre, som ett resultat av en minskad andel av hemoglobin i blodet, eller annars ändrad sammansättning. Tillståndet kan orsakas av olika lungsjukdomar, bland annat ARDS, men kan också vara ett symptom på någon av de hjärtsjukdomar som leder till försämrad blodcirkulation.
Hypoxisk hypoxemi uppträder vid inandning av syrefattig luft, exempelvis på hög höjd eller vid inhalering av syrefattig gas, såsom lustgas.
Tyst hypoxi innebär hypoxi utan tydliga symtom, som till exempel andnöd, och har setts vid covid-19.

## Hypoxi inom andra vetenskaper
Inom limnologi och marinbiologi avser hypoxi en syrebrist, där koncentrationen löst syre i vattnet understiger 2 mg/l. Detta kallas också anoxicitet, till vilket en betydande faktor kan vara övergödning. En mildare form av anoxi kallas även suboxi.